# Igor Sałow
Igor Sałow (ros. Игорь Салов, ur. 24 marca 1983 r. w Rostowie nad Donem) – rosyjski wioślarz, złoty reprezentant Federacji Rosyjskiej w wioślarskiej czwórce podwójnej podczas Letnich Igrzysk Olimpijskich w Pekinie.

## Osiągnięcia
- Igrzyska Olimpijskie – Pekin 2008 – czwórka podwójna – 7. miejsce[1].
- Mistrzostwa Świata – Poznań 2009 – ósemka – 10. miejsce[2].
- Mistrzostwa Europy – Montemor-o-Velho 2010 – czwórka podwójna – 5. miejsce[2].